# 本陣交差点

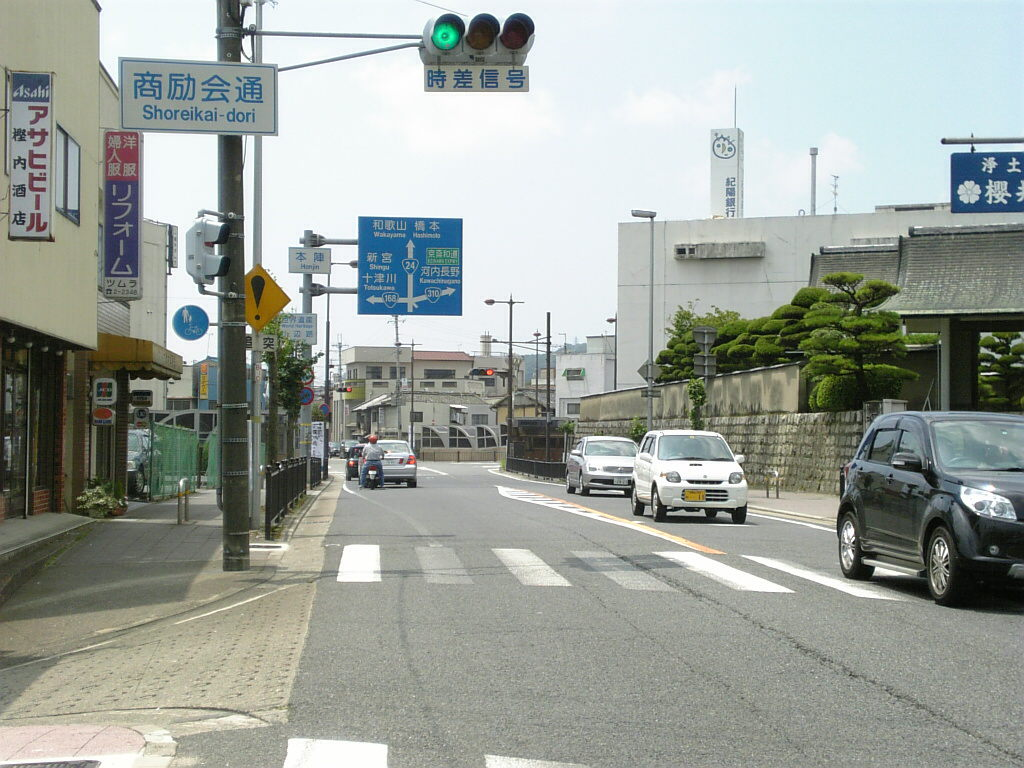
一つ手前の交差点（商励会通）より本陣交差点方向を撮影。右に桜井寺が見える。

本陣交差点（ほんじんこうさてん）とは奈良県五條市須恵1丁目にある交差点である。
当交差点～大和高田市東室交差点間で国道24号と国道168号が重複となる（橋本市橋本1丁目交差点～五條市三在交差点間では国道370号も重複しているため、当交差点～三在交差点間では3路線の重複となる）ほか、国道310号の終点であるなど、交通の要所となっている。加えて市道も数本有り、複雑な形状となっているため、渋滞が慢性化している。
地点名である「本陣」は、交差点の北東側にある桜井寺にかつて、天誅組の本陣が置かれた事に由来する。

## 進路
| 方向         | 道路                                   | 行先                               |
| ------------ | -------------------------------------- | ---------------------------------- |
| 北           | 市道                                   |                                    |
| 東北東       | 国道24号、国道168号、国道370号（重複） | 御所方面                           |
| 東           | 市道                                   |                                    |
| 南（東寄り） | 国道168号                              | 十津川方面                         |
| 南（中央）   | 市道                                   |                                    |
| 西南西       | 国道24号、国道370号（重複）            | 橋本方面                           |
| 西北西       | 市道                                   |                                    |
| 北西         | 国道310号                              | 河内長野方面、京奈和自動車道五條IC |

## 周辺の主な施設
- 五條新町
- 五條市役所
- 桜井寺
- 講御堂寺
- 五條市立五條小学校
- JR五条駅
- 五條バスセンター